# Gabriela Fossati
María Gabriela Fossati Avilés  (1962) es una abogada, docente, funcionaria y política uruguaya.

## Biografía
Tiene cuatro hermanos Alicia, Guillermo, Gonzalo y Rafael Fossati.
Estudió abogacía en la Facultad de Derecho de la Universidad de la República.
Trabajo en el Poder Judicial dos años después como secretaria de juez y fue jueza en Santa Lucía, también fungió como fiscal perteneciente a la Fiscalía General de la Nación hasta agosto de 2023. 
Participó de sonados casos judiciales como el Caso Astesiano, Caso Leal, entre otros.
Publicó en 2023 el libro  La cara oculta del sistema judicial en Uruguay con prólogos de Prólogos a cargo del doctor Juan Fagúndez y el doctor Enrique Moller. En noviembre de 2023, muy poco tiempo después de dejar su trabajo en fiscalía investigando al seguridad y mano derecha del presidente, se sumó a las filas del Partido Nacional, es decir, el partido del presidente, apoyando la precandidatura de la política y economista Laura Raffo. Hasta julio de 2024 cuando renunció al Partido Nacional.

### Libro
- 2023, La cara oculta del sistema judicial en Uruguay